# استفان عزیز کی
استفان عزیز کی (انگلیسی: Stephane Aziz Ki؛ زادهٔ ۶ مارس ۱۹۹۶) بازیکن فوتبال متولد ساحل عاج اهل بورکینافاسو است.
از باشگاه‌هایی که در آن بازی کرده است می‌توان به باشگاه فوتبال اومانیا اشاره کرد.
وی همچنین در تیم ملی فوتبال بورکینافاسو بازی کرده است.